# Jodis rantaizanensis
Jodis rantaizanensis là một loài bướm đêm trong họ Geometridae.